# Paix de Lund
La paix de Lund est un traité de paix signé en septembre 1679, qui marque la fin de la guerre de Scanie entre le royaume du Danemark et de Norvège et l'empire de Suède. La paix de Lund confirme le traité de Fontainebleau, qui rend toutes les possessions suédoises prises par le royaume du Danemark et de Norvège durant la guerre de Scanie. La paix de Lund inclut également une alliance secrète[réf. nécessaire] entre les deux parties impliquées.